# Белгија на Летњим олимпијским играма 1900.
Белгију на њеном првом учествовању на Олимпијским играма 1900. у Паризу представљала су 64 такмичара који су се такмичили у 10 спортова. Жена у репрезентацији Белгије није било. Игра су одржане без церемоније отварања и затварања, па није било ни носиоца заставе. Најстарији у екипи био је такмичар у коњичком спорту Georges Nagelmackers са 54 године и 343 дана, а најмлађи ватерполиста Philippe Houben са 19 година и 68 дана.
Аустријски олимпијски тим је заузео 5. место у укупном пласману, са пет златних 5 сребрних и 5 бронзаних медаља. Најуспешнији појединац био је стреличар Хуберт ван Инис који је освојио три медаље од тога две златне и једну сребрну. Треба напоменути да златне медаље нису додељиване. За прво место је додељивана сребрна, а за друго бронзана медаља. Међународни олимпијски комитет је ретроактивно доделио златне, сребрне и бронзане медаље такмичарима који су завршили на 1, 2, и 3. месту, у циљу да би и награде на раним олимпијским играма биле у складу са актуелним наградама.

## Учесници по спортовима
| Спорт            | Мушкарци | Жене | Укупно |
| ---------------- | -------- | ---- | ------ |
| Бициклизам       | 1        | 0    | 1      |
| Веслање          | 9        | 0    | 9      |
| Ватерполо        | 11       | 0    | 11     |
| Гимнастика       | 2        | 0    | 2      |
| Коњички спорт    | 11       | 0    | 11     |
| Мачевање         | 5        | 0    | 5      |
| Пливање          | 1        | 0    | 1      |
| \| Стреличарство | 4        | 0    | 4      |
| Стрељаштво       | 11       | 0    | 11     |
| Фудбал           | 9        | 0    | 9      |
| Укупно(10)       | 64       | 0    | 64     |

- Фудбалска екипа је у својим редовима имала Henk van Heuckelum  из Холандије и Eric Thornton из Уједињеног Краљевства  који су студирали у Белгији а нису били њени држављани, и неки историчари олимпијског спорта медаљу коју је освојила Белгија приписују Мешовитим тиму, али МОК је води као белгијску.

- - Неколико извора различито наводи број белгијских такмичара од 81 , 78 јер су неки наведени два пута јер су се такмичили у више спортова, до 64 који су приказани овде.[1]. И број спортова у којима су се такмичили Белгијанци је такођр различит 11 са крокетом у којем је Белгијс имала једног преставника и 10 без крокета, јер је поменути играч Marcel Haëntjens Француз.

## Освајачи медаља

### Злато
- Емануел Фулон — стреличарство, Sur la Perche à la Herse
- Aimé Haegeman — коњички спорт, прескакање препрека
- Хуберт ван Инис — стреличарство, Au Cordon Doré 33 metres
- Хуберт ван Инис — стреличарство, Au Chapelet 33 metres
- Constant van Langhendonck — коњички спорт, скок удаљ

### Сребро
- Emile Druart — стреличарство, Sur la Perche à la Herse
- Хуберт ван Инис — стреличарство, Au Cordon Doré 50 metres
- Georges van der Poële — коњички спорт, прескакање препрека
- Жил де Бишоп, Проспер Бругеман, Оскар де Сомвил
 Оскар де Кок, Морис Хемелсут, Марцел ван Кромбруге
 Франк Одберг, Морис Вердонк, Алфред ван Ландегем (кормилар) — веслање, осмерац
- Jean de Backer, Victor de Behr, Henri Cohen 
 Fernand Feyaerts, Oscar Grégoire 
 Albert Michant, Victor Sonnemans — ватерполо

### Бронза
- Паул ван Асбрук — стрељаштво, ВК пушка тростав 300 метара
- Louis Glineux — стреличарство, Sur la Perche à la Pyramide
- Шарл Помје — стрељаштво, ВК пушка стојећи став 300 метара
- Georges van der Poële — коњички спорт, скок увис
- Алберт Делбек, Hendrik van Heuckelum (холандски играч), Raul Kelecom 
 Марсел Лебут, Lucien Londot, Ernest Moreau de Melen 
 Eugène Neefs, Gustave Pelgrims, Alphonse Renier 
 Emile Spannoghe, Eric Thornton (енглески играч) — фудбал

## Резултати по спортовима

### Бициклизам
Једини такмичар Белгије у бициклизму 1900. био је Висент чије презиме није познато. Такмичио се у само једнној дисциплини, а резултат и пласман нису познати.
| Бициклиоста | Дисциплина     | 1. коло  | 1. коло       | Четвртфинале | Четвртфинале | Полуфинале       | Полуфинале       | Финале           | Финале           | Детаљи |
| Бициклиоста | Дисциплина     | Резултат | Место         | Резултат     | Место        | Резултат         | Место            | Резултат         | Место            | Детаљи |
| ----------- | -------------- | -------- | ------------- | ------------ | ------------ | ---------------- | ---------------- | ---------------- | ---------------- | ------ |
| Винсент     | Спринт 2.000 м | непознат | 2. у гр. 9 КВ | непознат*    | 2. чф. 5     | Није се пласирао | Није се пласирао | Није се пласирао | Није се пласирао |        |

- Време није познато. Извештаји говоре да је стигао други са две дужине бицикла заостатка.

### Гимнастика
У току такмичења гимнастичари су учествовали у 16 вежби, од којих су многе имале по два такмичења исте дисциплине. У свакој вежби се могло освојити по 20 поена, што је укупно дало највише 320 бодова. Поред гимнастичких вежби, такмичење је укључило и нека атлетска такмичења и дизање тегова.
| Спортиста | Дисциплина  | Резултат | Пласман         |
| --------- | ----------- | -------- | --------------- |
| Де Портан | Комбинација | 207      | 99 место од 135 |
| Мишеле    | Комбинација | 192      | 112 од 135      |